# سفارة أيرلندا في لندن
سفارة أيرلندا في لندن هي البعثة الدبلوماسية لجمهورية أيرلندا في المملكة المتحدة. تحتفظ أيرلندا أيضًا بمكتب جوازات السفر والتأشيرات في 114A شارع كرومويل، جنوب كنزنغتون.
بعثة هولندا في لندن هي في الوقت نفسه بعثة هولندا في بربادوس.

## مبنى
تقع السفارة في 17 Grosvenor Place - مبنى مصنف من الدرجة الثانية.
تم بناء هذا القصر المدرج في المدينة عام 1868، وهو مملوك لدوق وستمنستر وصممه المهندس المعماري البريطاني توماس كوندي الثالث. تصمم المبنى على طراز «عصر النهضة الفرنسي» الانتقائي.
في مقابل تشييد المبنى، قام دوق وستمنستر بتأجير المبنى لروبرت جون والر لمدة 90 عامًا حتى عام 1957. استأجر والر المبنى إلى آرثر ويلسون، الذي عاش في المبنى حتى وفاته في عام 1909.
عند وفاة والر، مُرر عقد الإيجار إلى إرنست غينيس، أحد أفراد عائلة غينيس. وتنازل غينيس عن عقد الإيجار لدوق وستمنستر في عام 1948، والذي قام بدوره بتأجير المبنى لمفوضي الأشغال العامة في أيرلندا.

## أنظر أيضا
- العلاقات بين أيرلندا والمملكة المتحدة
- قائمة سفراء أيرلندا لدى المملكة المتحدة

## معرض صور

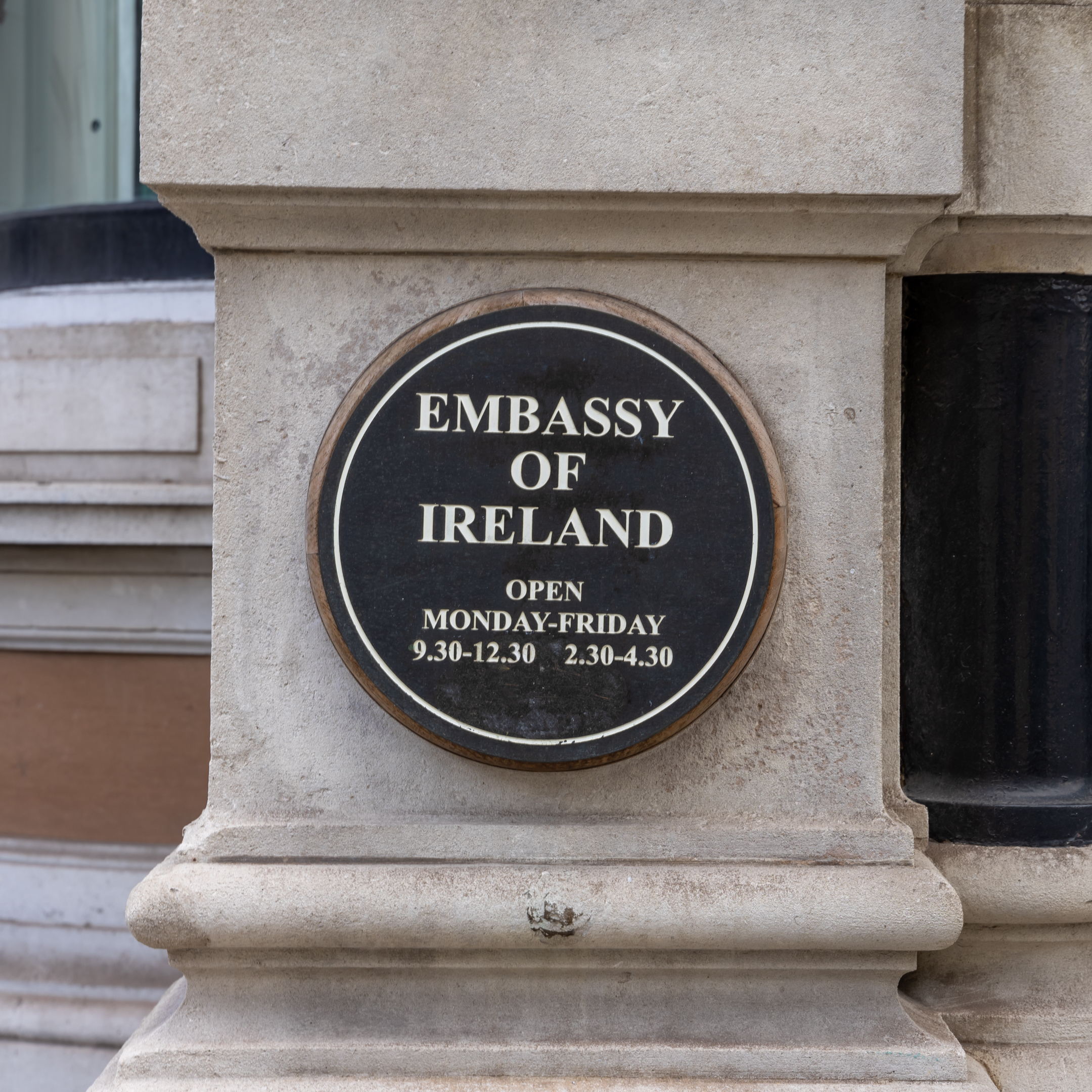
درع خارج السفارة باللغة الإنجليزية .
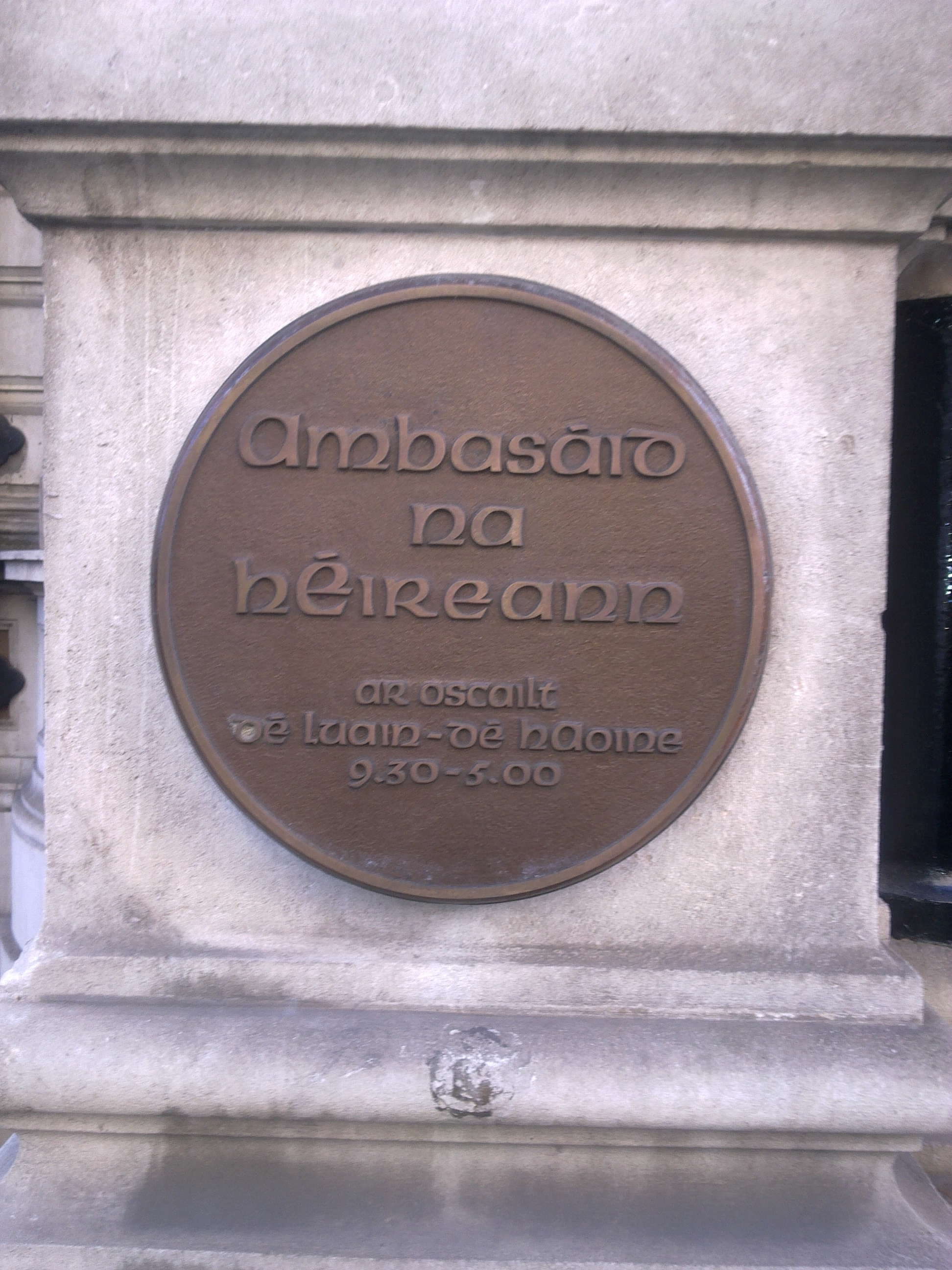
لوحة خارج السفارة الايرلندية
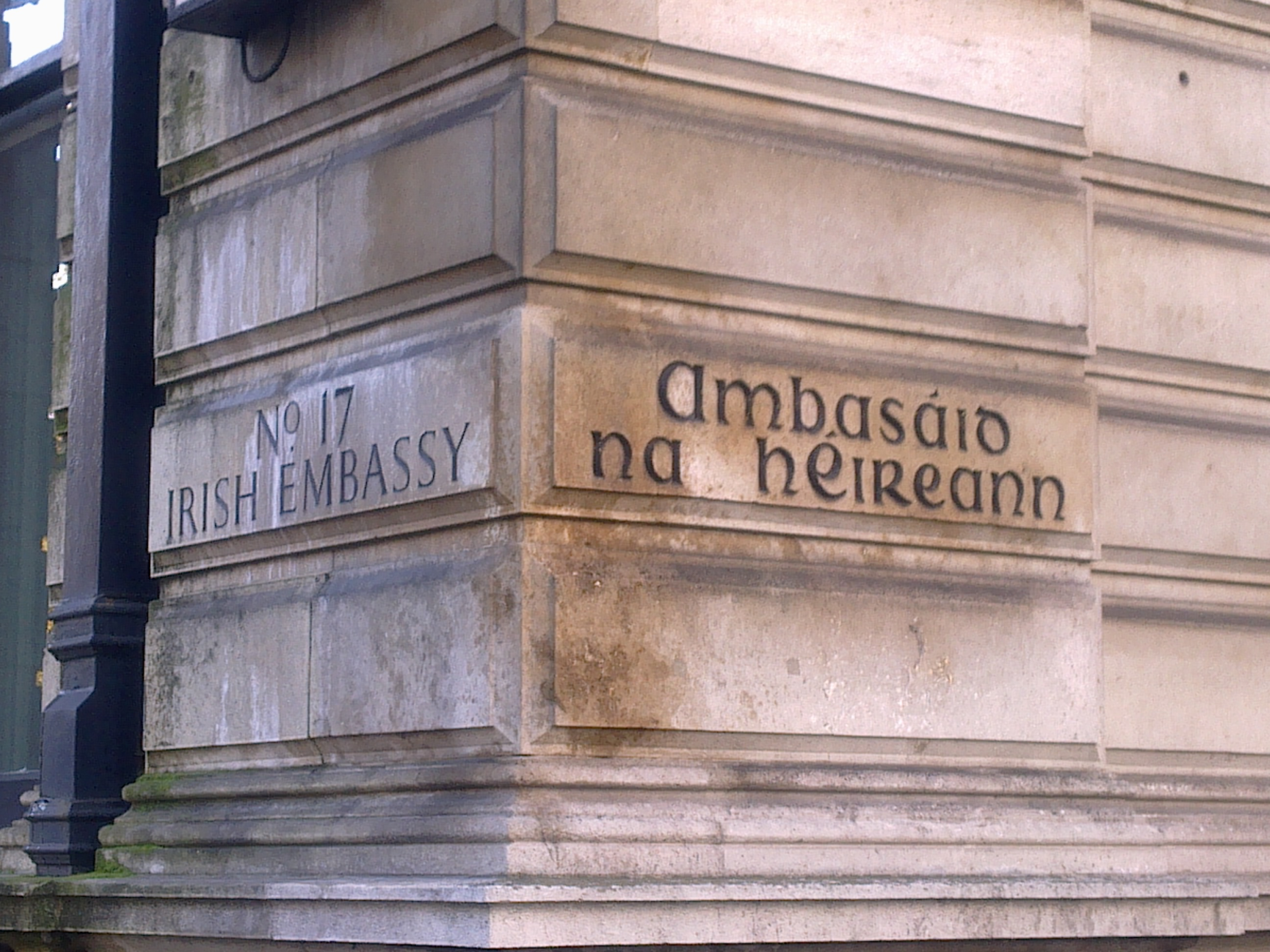
العنوان محفور على السفارة

## روابط خارجية
- موقع رسمي